# Helen Merrill (альбом)
Helen Merrill — дебютный студийный альбом американской певицы Хелен Меррилл, записанный при участии трубача Клиффорда Брауна и аранжировщика Куинси Джонса. Выпущен был в 1955 году на лейбле EmArcy Records.

## Отзывы критиков
| Оценки критиков                            | Оценки критиков |
| Источник                                   | Оценка          |
| ------------------------------------------ | --------------- |
| AllMusic                                   | [ 1 ]           |
| The Encyclopedia of Popular Music          | [ 2 ]           |
| The Rolling Stone Jazz Record Guide        | [ 3 ]           |
| The Rolling Stone Jazz & Blues Album Guide | [ 4 ]           |
| Tom Hull — on the Web                      | A−              |

Обозреватель Cash Box написал: «Хелен Меррилл, с лёгкой хрипотцой в голосе и индивидуальным стилем, изливает реки чувств, исполняя перечисленные выше мелодии. Она одинаково легко справляется и с капризными балладами, и с повышенным темпом, придавая им качество, которое трогает слушателя. Особенно понравилась её деликатная обработка „Don’t Explain“ и „What’s New“. Повышенные темпы читаются с размахом, и мисс Меррилл это нравится. Однако её способности и индивидуальность в полной мере проявляются в её тёплых и нежных медленных балладах». Комментируя переиздание, рецензент журнала Billboard отметил: «Аранжировки Куинси Джонса отражают пение Меррилл по семи стандартам, предложенным здесь и записанным на плёнку в середине 1950-х. Это впечатляющая сессия, чему способствовал, в частности, вклад Оскара Питерсона и Клиффорда Брауна. Названия варьируются от „Don’t Explain“ до „Falling In Love With Love“, и молодая Меррилл хорошо их исполняет». В ретроспективном обзоре Stereo Review Джоэл Вэнс написал: «В пятидесятые годы у певицы было принято, когда она исполняла что-то вроде джаза, убирать драйв из баллады и превращать её в коматозное, тягучее, тяжело дышащее месиво. Этот стиль пения никогда мне не нравился, и даже в пятидесятые годы меня это смущало. Также в альбомах того времени было принято включать по крайней мере два номера в быстром темпе, чтобы не дать всем уснуть и продемонстрировать универсальность. Присутствие нескольких джазовых знаменитостей, во главе с Клиффордом Брауном, было ещё одной общей чертой таких „джазовых“ записей. Способности Хелен Меррилл, даже учитывая обстоятельства и методы правления эпохи Эйзенхауэра, на мой взгляд, сомнительны».
Ричард Мортифольо из AllMusic написал: «Дебют Хелен Меррилл в 1954 году стал безусловным успехом мейнстрим-джаза. Помимо представления уникальной талантливой молодой певицы, на записи также были представлены аранжировки для небольших групп от Куинси Джонса и представлена ещё одна будущая звезда, трубач Клиффорд Браун. Какой бы грозной ни была его игра, Браун никогда не затмевает Меррилл. Она полностью готова к вызовам на всех фронтах и с энтузиазмом исполняет такие актуальные номера, как „You’d Be So Nice to Come Home To“ и „Falling in Love with Love“ с апломбом. Удачная стилистическая комбинация кул-джаза и хард-бопа, Меррилл особенно выделяется в песне „Born to Be Blue“ Мела Торме, создавая собственную утонченную мелодию и наслаждаясь простой лирикой Торме».
Рецензент All About Jazz Дэвид Рикерт: «Записей Клиффорда Брауна в дефиците, так что уже по одному этому факту эту пластинку стоит послушать. Трубач всегда умел дополнять любого певца, и в этом случае его мелодичная лёгкость идеально дополняет энергичную подачу Меррилл. Остальные участники группы создают гибкий, деликатный фон — единственный другой инструмент на переднем плане — флейта Дэнни Бэнкса — для создания спокойной классики. Куинси Джонс предлагает аранжировки, которые добавляют новые нотки к главам и фону, превращая „Don’t Explain“ в скорбную колыбельную, а „S Wonderful“ — в ликующий триумф, одну из лучших версий мелодии Гершвина, которую я слышал за многие годы».
Музыкальный критик Том Халл: «Это был её первый альбом, аранжированный и дирижированный Куинси Джонсом, иногда переиздававшийся, чтобы подчеркнуть вклад трубача Клиффорда Брауна, который оказал ей такую же превосходную поддержку, какую он оказал Саре Воан и Дайане Джемс (всё в 1955 году). Семь стандартов поначалу кажутся ничем не примечательными, но они быстро начинают нравиться».

## Список композиций
1. «Don’t Explain» (Артур Херцог Мл., Билли Холидей) — 5:08
2. «You’d Be So Nice to Come Home To» (Коул Портер) — 4:17
3. «What’s New?» (Боб Хаггарт, Джонни Берк) — 4:56
4. «Falling in Love with Love» (Ричард Роджерс, Лоренц Харт) — 3:52
5. «Yesterdays» (Отто Харбах, Джером Керн) — 5:56
6. «(I Was) Born to Be Blue» (Мел Торме, Боб Уэллс) — 5:12
7. «’S Wonderful» (Джордж Гершвин, Айра Гершвин) — 3:12

## Участники записи
- Хелен Меррилл — вокал
- Клиффорд Браун — труба
- Дэнни Бэнкс — бас-кларнет, флейта, баритон — саксофон
- Джимми Джонс — фортепиано
- Барри Гэлбрейт — гитара
- Милт Хинтон — контрабас (1, 2, 6, 7)
- Ози Джонсон — барабаны (1, 2, 6, 7)
- Оскар Петтифорд — виолончель, контрабас (3, 4, 5)
- Бобби Дональдсон — ударные (3, 4, 5)
- Куинси Джонс — аранжировка, дирижёр